# Museo nazionale di archeologia, antropologia e storia del Perù
Il Museo nazionale di archeologia, antropologia e storia del Perù è il più antico e importante museo del Perù, fondato a Lima nel 1822 da José Bernardo de Tagle, Don Bernardo de Monteagudo e il suo primo direttore, Don Mariano Eduardo de Rivero y Ustariz che assunse l'incarico di realizzarne il progetto nel 1826.
Ha sede a Lima, in Plaza Bolívar nel distretto Pueblo Libre e custodisce una enorme collezione di oltre 100.000 di reperti culturali e storici della civilizzazione peruviana.
Tra i più importanti spicca la Stele di Raimondi, l'Obelisco di Tello ed un mirabile modello in scala del sito archeologico di Machu Picchu.